# Rovná (Karlovy Vary)
Rovná (in tedesco Ebmeth) è un comune della Repubblica Ceca facente parte del distretto di Sokolov, nella regione di Karlovy Vary.